# Vidiša
Vidiša, též Besnágar, je město v indickém státě Madhjapradéš nedaleko jeho hlavního města Bhópálu. Tvoří administrativní centrum stejnojmenného okresu.

## Dějiny
Vidiša se nachází východně od řeky Betwa, asi 10 kilometrů od Sáňčí. Město Besnágar, které se dnes nachází 3 km od Vidiši, bylo v 6. a 5. století př. n. l. důležitým obchodním centrem, zejména pak pod nadvládou Šungů, Nágů, Sataváhanů i Guptů. Je zmiňováno v mnoha pálijských textech.
Ve Vidiše se nachází pozůstatky bráhmanské svatyně pocházející převážně z 2. století př. n. l., jež je zasvěcená bohu Višnuovi. Při odhalování jejích základů bylo zjištěno, že cihly byly spojeny pomocí vápencové malty a jsou vůbec nejstarším příkladem použití malty na indickém území.
Poblíž svatyně se nachází pozůstatky sloupů, z nichž jeden dosud stojí. Nechal jej vztyčit Héliodóros, vyslanec Indo-řeckého království na dvoře Šungů. Sloup byl vztyčen na počest boha Višnua a na jeho vrcholu se nachází socha Garudy, mytického ptáka. Obsahuje dva nápisy, oba dosud čitelné.